# Caprera
Caprera ist eine Insel des La-Maddalena-Archipels vor der Küste Sardiniens. Sie liegt an der Straße von Bonifacio zwischen Sardinien und Korsika. Sie ist heute ein Tourismusziel und war der Ort, an dem Giuseppe Garibaldi von 1854 bis zu seinem Tod 1882 lebte.

## Geschichte
Nach Ende der römischen Besetzung blieb Caprera Jahrhunderte menschenleer, bevor die Insel von Hirten besiedelt wurde. Auf ihr wurden Reste römischer Frachtschiffe gefunden. 1854 beschloss der italienische Freiheitskämpfer und Volksheld Giuseppe Garibaldi, sich hier niederzulassen. Er pflanzte die ersten Bäume des Kiefernwaldes, der die Insel bedeckt. Garibaldi kaufte 1855 etwa die Hälfte der Insel, auf der er 1882 starb. Ein Jahrhundert nach Garibaldis Tod wurde die Insel von militärischen Beschränkungen befreit und ist seitdem für die Öffentlichkeit zugänglich. Garibaldis Haus ist ein Museum und eine Gedenkkapelle und die Insel ist ein nationales Denkmal.

## Geografie
Die Insel erhielt ihren Namen wahrscheinlich wegen der zahlreichen auf ihr lebenden Wildziegen (Capra bedeutet auf Italienisch „Ziege“). Es ist die zweitgrößte Insel des Archipels und hat eine Fläche von 15,7 km² und eine Küstenlinie von 45 km. Der Monte Tejalone ist der höchste Punkt (212 m). Auf der Südwestseite befindet sich ein Segelzentrum; viele Buchten und Ankerplätze entlang der Küste erleichtern die Landung. Diese Insel wurde zum Naturschutzgebiet für die ansässigen Seevögel, die Möwe, den Kormoran und den Wanderfalken erklärt. Caprera ist durch einen 600 Meter langen Damm mit der Insel La Maddalena verbunden.
Administrativ gehört sie zur Gemeinde La Maddalena in der Autonomen Region Sardinien.